# Alexei Charitonowitsch Slaworossow

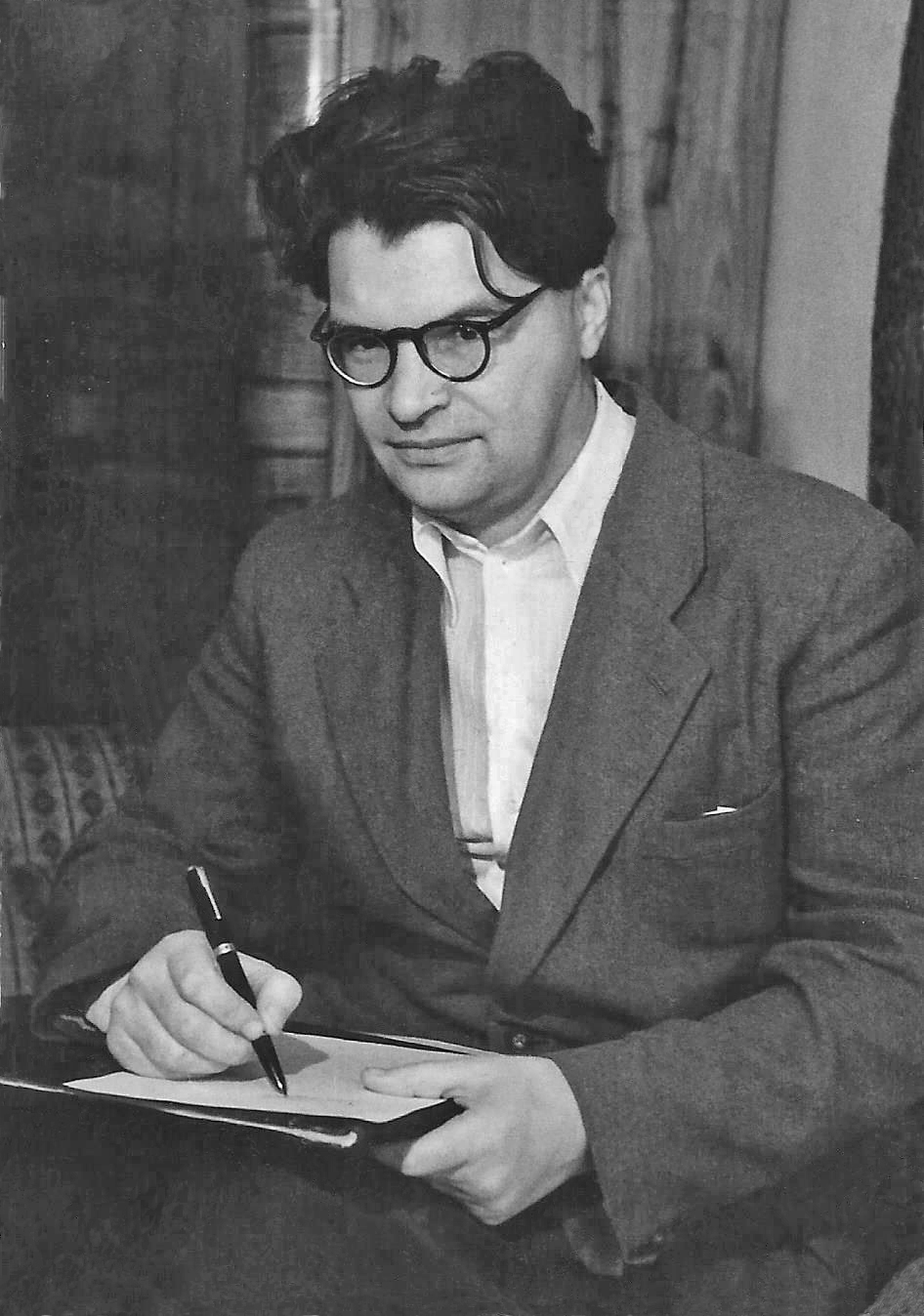
Alexei Charitonowitsch Slaworossow (1965)

Alexei Charitonowitsch Slaworossow (russisch Алексей Харитонович Славоросов; * 16. Septemberjul. / 29. September 1916greg. in Petrograd; † 19. März 1995 in Ljuberzy) war ein sowjetisch-russischer Bergbauingenieur und Markscheider.

## Leben
Slaworossows Vater war  Pilot und wurde 1930 als  Volksfeind Chariton Nikanorowitsch Slaworossow verhaftet und der vierzehnjährige Slaworossow musste seinen Schulbesuch abbrechen. Er arbeitete auf dem Flugplatz und als Schlosser in einem Autohof. Daneben bereitete er sich auf das Studium vor und legte die Mittelschulprüfung ab. 1934 wurde er Student des Leningrader Bergbau-Instituts. 1939 schloss er das Studium als Markscheider ab.
Nach dem Studium arbeitete Slaworossow im fernen Norden an der Kolyma, im Dalstroi, als Markscheider im Goldfeld Partisan und als Chefmarkscheider in der Tschek-Tschek-Grube sowie in Prospektionsgruppen.
Im Deutsch-Sowjetischen Krieg war Slaworossow wegen seiner schlechten Gesundheit vom Militärdienst befreit. Er arbeitete in Pjatigorsk in der Grube am Berg Maschuk für die Rüstungsindustrie. Im Sommer wurde das Personal nach Zentralasien evakuiert. Slaworossow arbeitete in Frunse im Gold- und Seltenerde-Trust Kirgissolotoredmet. 1943 kam er als Markscheider zur Grube Koitosch in der Provinz Samarqand.

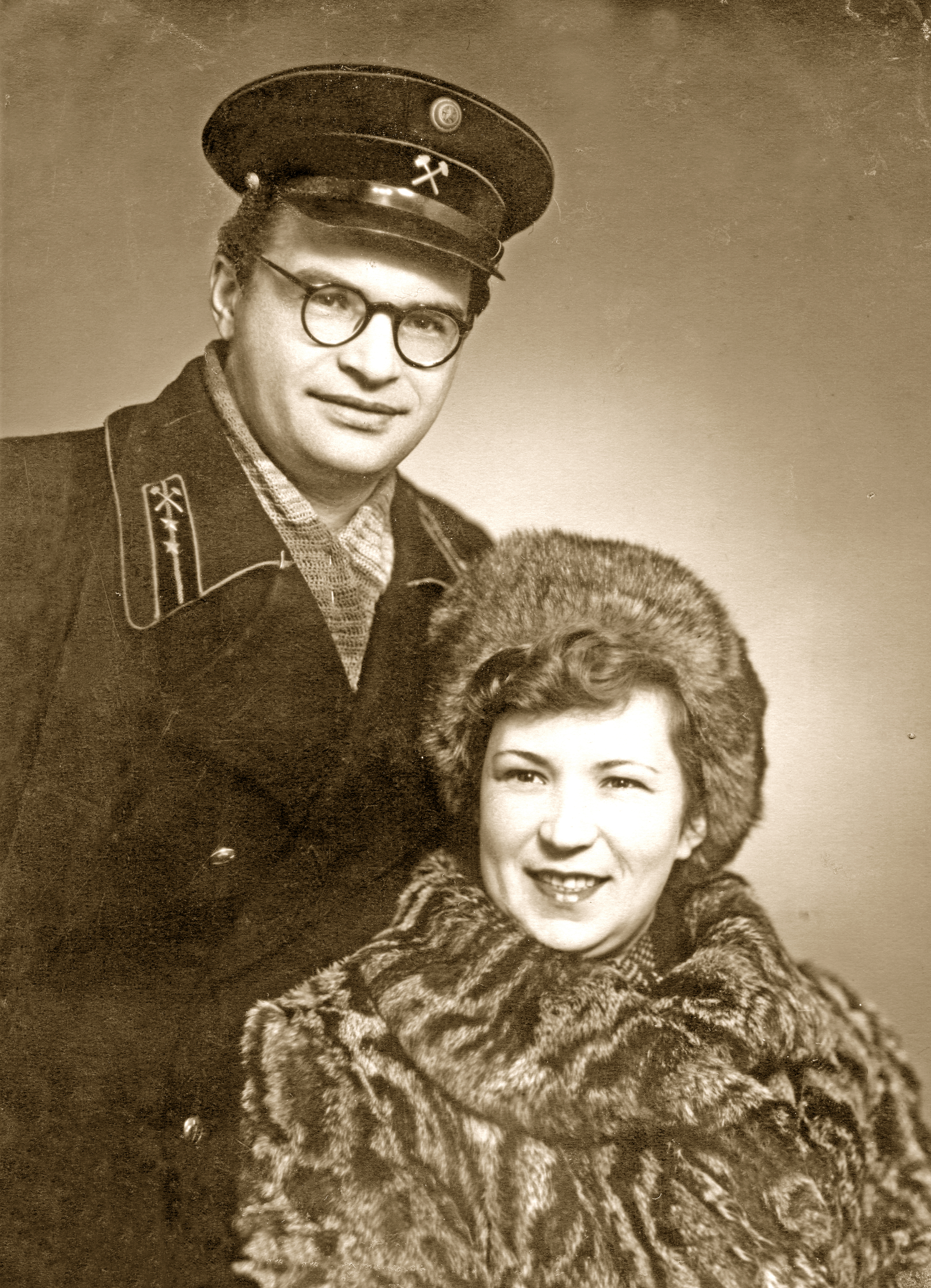
Alexei Slaworossow mit seiner Frau Marianna Jewgenjewna (1944)

Im Herbst 1943 wurde Slaworossow zum Wiederaufbau ins Donbass geschickt. Bis zum Herbst 1944 arbeitete er im Bergwerk Neschdannaja in Schachty und dann im Kohle-Trust Gundorowugol in Donezk. 1947 wurde er Markscheider der Podkumok-Bergwerksverwaltung in Pjatigorsk.
1948 wurde Slaworossow nach Moskau in die Kohlehauptverwaltung Rosglawugol als Markscheider des Hauptkomitees versetzt. Anfang 1949 wurde er wissenschaftlicher Mitarbeiter der Moskauer Filiale des Leningrader Forschungsinstituts für Bergbau, Geomechanik und Markscheidewesen (WNIMN). Im April 1950 wurde er mit einer Gruppe von Spezialisten nach Kumertau geschickt, um dort Tagebaue einzurichten.
Im Juli 1950 wurde Slaworossow in den Bergbautechnikverlag Gosgortechisdat abgeordnet (seit 1963 Nedra). Viele Jahre lang gab er als wissenschaftlicher Redakteur montanwissenschaftliche Werke und Lehrbücher heraus. Auch betätigte er sich literarisch-journalistisch mit dem Pseudonym Alexejew und wurde 1958 in den Verband der Journalisten der UdSSR aufgenommen. 1964 wurde Slaworossow Vizechefredakteur (1988 Chefredakteur) der Fachzeitschrift für Tiefbau, Bergbau, Grundbau, Bodenmechanik und Bauökologie, der er mit seiner fast dreißigjährigen Arbeit zu weltweiter Anerkennung verhalf (bis 1991). Die englische Ausgabe Soil Mechanics and Foundation Engineering wurde in den USA gedruckt.
Slaworossow lehrte am Lehrstuhl für Markscheidewesen und Geodäsie der Bergbau- und Erdöl-Fakultät der Moskauer Staatlichen Öffentlichen Universität (vor der Oktoberrevolution Moskauer Schanjawski-Volksuniversität). Er übersetzte wissenschaftliche Veröffentlichungen aus dem Französischen. Von seinen vielen Büchern über das Markscheidewesen und die Geodäsie wurden zwei ins Bulgarische und Chinesische übersetzt.
Slaworossow war verheiratet mit der Schauspielerin Marianna Jewgenjewna Slaworossowa (1922–2003). Ihre Kinder Jewgenija Alexejewna Slaworossowa (* 1951) und Arkadi Alexejewitsch Slaworossow (1957–2005) wurden Dichter und Schriftsteller.

## Ehrungen
- Ausgezeichneter der Presse (1978)[2]
- Bronzemedaille der Ausstellung der Errungenschaften der Volkswirtschaft der UdSSR (1980)[2]
- Medaille „Veteran der Arbeit“ (1983)[2]